# Le Sens de la vie pour 9,99 $
Pour les articles homonymes, voir Le Sens de la vie (homonymie).
Pour plus de détails, voir Fiche technique et Distribution.
Le Sens de la vie pour 9,99 $ ($9.99) est un film d'animation en volume israélo-australien réalisé par Tatia Rosenthal, sorti en 2008.

## Synopsis
Alors qu'une publicité se vante d'avoir la réponse au sens de la vie pour la modique somme de 9,99$, celle-ci bouleverse la vie du jeune chômeur Dave Peck.

## Fiche technique[1]
- Titre : Le Sens de la vie pour 9,99 $
- Titre original : $9.99
- Réalisation : Tatia Rosenthal
- Scénario : Etgar Keret et Tatia Rosenthal, d'après une nouvelle d'Etgar Keret
- Direction artistique :
- Musique : Christopher Bowen (en)
- Décors : Melinda Doring (en)
- Costumes : Caroline Sherman
- Photographie :
- Son :
- Montage : Richard Bradshaw, James Lewis et Susan Stitt
- Production : Emile Sherman et Amir Harel
  - production associée : Mechele Axford
  - Production exécutive : Richard Clendinnen
- Société de production : Australian Film Finance Corporation (en) ( Australie)
- Distribution :
  -  États-Unis : Regent Releasing (en)
  -  France : Memento Films
- Budget :
- Pays :  Israël et  Australie
- Format : Couleur - Format 35 mm
- Genre : Animation, drame et fantastique
- Durée : 78 minutes
- Dates de sortie :
  - Canada : 4 septembre 2008 au Festival du film de Toronto
  - France : 29 avril 2009
  - États-Unis : 19 juin 2008 (sortie limitée)
- Interdiction :  États-Unis : R pour langage et allusions sexuelles et nudité

## Distribution
| - Josef Ber (en) - Tom Budge (en) : Bisley - Joel Edgerton : Ron - Leon Ford (en) : Stanton - Samuel Johnson (en) : Dave Peck - Claudia Karvan : Michelle - Jamie Katsamatsas : Zack | - Anthony LaPaglia : Jim Peck - Ben Mendelsohn : Lenny Peck - Henry Nixon (en) : Drazen - Barry Otto : Albert - Geoffrey Rush : Angel - Leeanna Walsman : Tanita |

## Distinctions[2]

### Récompenses
- 2009 : Mexico City International Contemporary Film Festival :
  - Audience Award
  - Festival Award

### Nominations
- 2009 : Annie Awards dans les catégories Meilleure animation et Meilleure réalisation d'animation

## Autour du film
- Le tournage a duré quarante semaines, et neuf dessinateurs se sont relayés[3].